# یاکوولف یاک-۴۰
یاکوولف یاک-۴۰ (به انگلیسی: Yakovlev Yak-40) یک هواپیمای کوچک و سه موتوره جت است. این هواپیما در سال ۱۹۶۶ ساخته شده و از ۱۹۶۷ تا ۱۹۸۱ در تولید بوده است. یاکوولف یاک ۴۰ در سپتامبر سال ۱۹۶۸ معرفی شده و از سال ۱۹۷۰ به کشورهای دیگر صادرات شده است.

## مشخصات

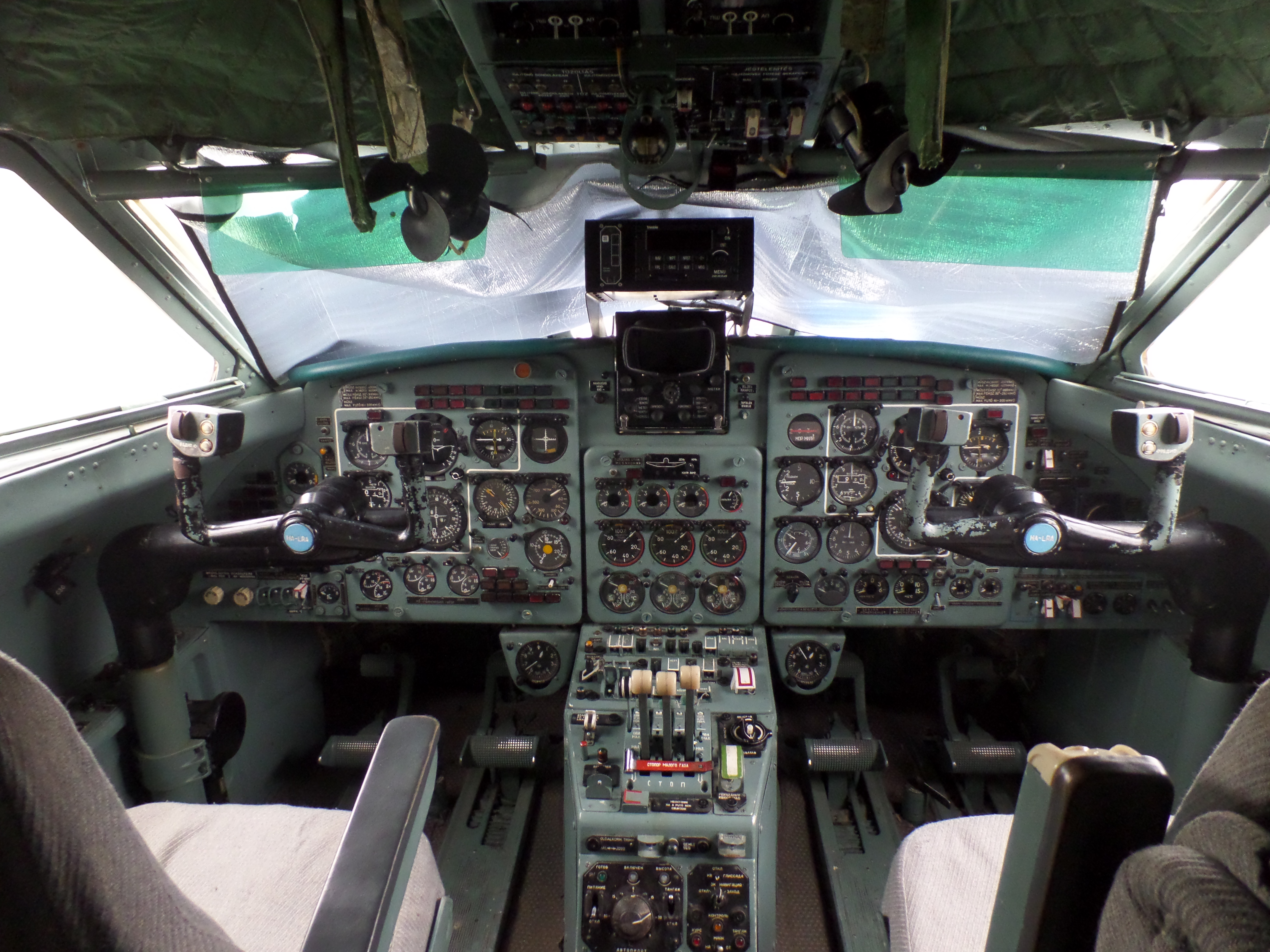
کابین خلبان یاک-۴۰

منبع اطلاعات Jane's All The World's Aircraft 1976–77.
مشخصات عمومی
- خدمه: 3 (two pilots, one flight mechanic)
- گنجایش:  32 passengers
- طول: 20.36 m (66 ft ۹½ in)
- پهنای بال: 25.00 m (82 ft ۰¼ in)
- ارتفاع: 6.50 m (21 ft 4 in)
- بال: مساحت 70.00 m² (753.5 ft²)
- وزن خالی: 9,400 kg (20,725 lb)
- بیشینه وزن برخاست: 15,500 kg (34,170 lb)
- پیشرانه: ۳× turbofans Ivchenko AI-25 , 14.7 kN (3,300 lbf) هرکدام

 عملکرد 
- سرعت بیشینه: 550 km/h (297 knots, 342 mph) at 7,000 m (23,000 ft) (max cruise)
- برد: 1,800 km (971 nmi, 1,118 mi)
- سقف پروازی: 8,000 m[۵] (26,240 ft)
- نرخ اوج‌گیری: 8.0 m/s (1,575 ft/min)